# Antonio Buonfigli
Antonio Buonfigli (Siena, 1680 – 1750) è stato un pittore italiano.

## Biografia
Nato e attivo a Siena, fu un esponente del tardo barocco senese. Tra i suoi allievi è ricordato Leonardo de Vegni. Ha realizzato numerosi dipinti per le chiese di Santo Stefano alla Lizza, San Vigilio, Santa Maria Maddalena, il battistero di San Giovanni, la sacrestia del duomo e l'oratorio della Madonna del Rosario.
Il suo dipinto del Battesimo di san Trofimo è esposto alla Pinacoteca nazionale di Siena.